# 入江健夫
入江 健夫（いりえ たけお、4月26日 - ）は、日本の男性声優。栃木県出身。以前は東京俳優生活協同組合、E-sprinGに所属していた。

## 出演作品

### 吹き替え
- TED
- ロストワールド

### テレビアニメ
- あずまんが大王（男子生徒）

### ゲーム
- 大阪弁護士会 ゲームで裁判員!（森山健一）
- 幻想水滸伝V（シュン）
- 悠久ノ桜（神之邑悠里[1]、神之邑真源）

### ドラマCD
- 西洋骨董洋菓子店
- てけてけマイハート

### Webドラマ
- 『唐草丸』 （鉄線花真鯉）
- 『新撰組』（斉藤）
- 『ブリキングペペ』（ミュー．ナットベル）
- 『学園マン』（学園マン）
- 『アメフラシの花言葉』（クレスタ・ハイベルト）
- 『ブルマボクサー（仮）』（六車宏治）

### ラジオドラマ
- 『スプリングガーデン』（たけお）

### ナレーション
- コロコロコミック『ポケットモンスター ブラック2ホワイト2攻略ガイド』
- パチンコ店 NEW YORK CM
- ラスコム第二世代システム
- マンチェスターユナイテッドTV
- シーボン<留守番電話>
- KBS
  - 『復活』番組宣伝ナレーション
  - 『アクシデント・カップル』番組宣伝ナレーション
  - 『太陽はいっぱい』番組宣伝ナレーション

### ボイスオーバー
- ここが変だよ日本人SP
- 美川＆カイヤのパリ案内
- カメラが見た決定的瞬間
- 仰天グルメ旅 セブ島編
- 東京国際アニメフェア2005

### CM
- 『MTV　横浜ゴム　LIVE eco MOTION』ナレーション
- 『城南ゼミナール』ナレーション
- 『代々木アニメーション学院』少年役
- 『NON-STOP NARUTO (アニメ ナルト)』<地上波> CMナレーション
- 『ゼビオスポーツ』<地上波> CMナレーション
- 『ツーカー』
- 『アサヒ本生』

### アニメ
- 企業用Webアニメ「症例が語る 第5話」（島田翔太）
- 企業用Webアニメ「症例が語る 第6話」（前田正文）
- 展示用『東京消防庁．広報映画』<展示用>
- 『KND』72～ （チャド）

### 舞台
- 俳協プロジェクトH 猫ふんじゃった